# ノルウェー生命科学大学

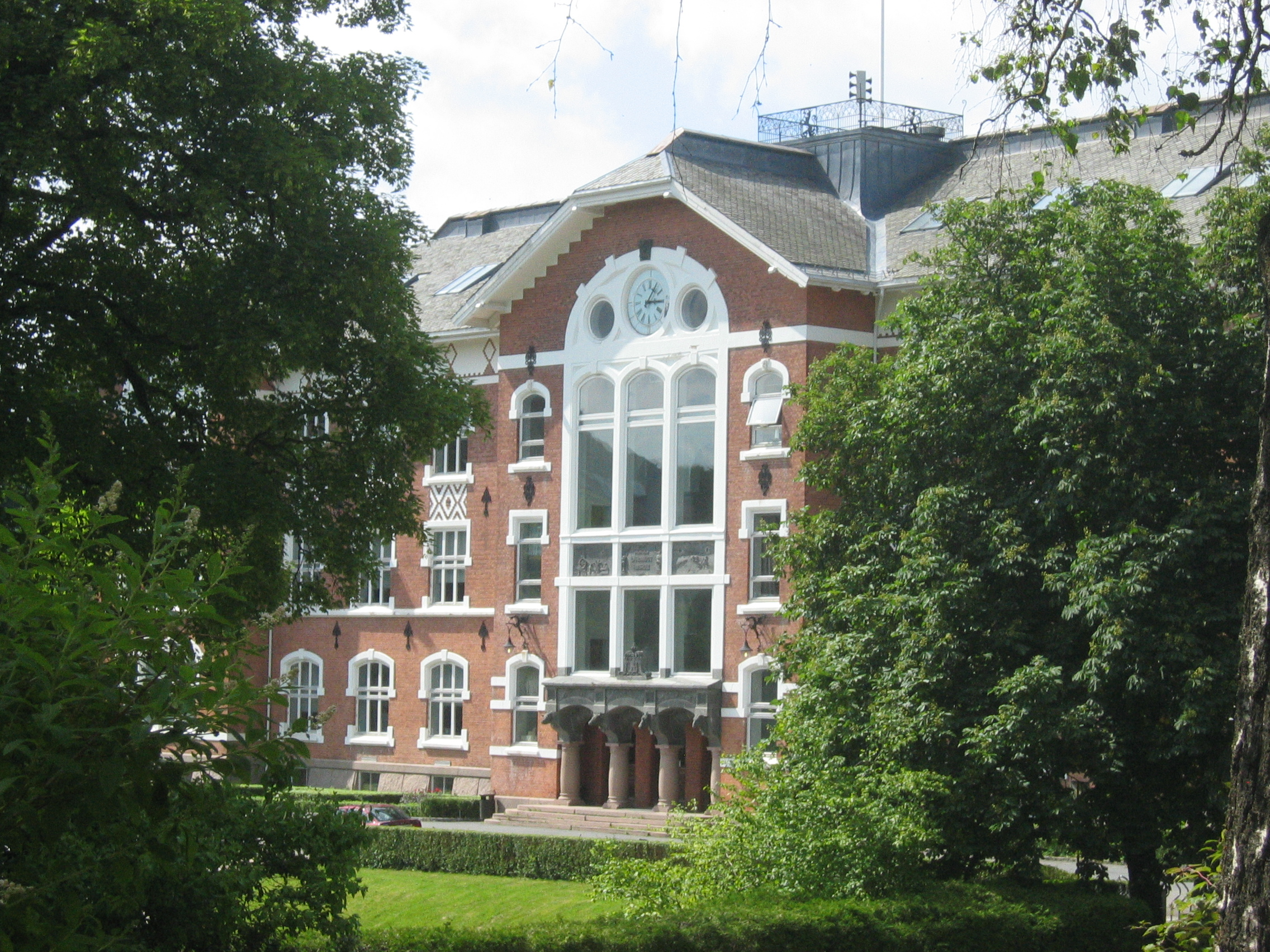
Norwegian University of Life Sciences main building

ノルウェー生命科学大学（ノルウェーせいめいかがくだいがく、Norwegian University of Life Sciences、ノルウェー語: Norges miljø- og biovitenskapelige universitet、NMBU）は、ノルウェーのオースにある国立大学である。
オスロ近郊のヴィーケン（Viken）にあるオース（Ås）とオスロのアダムステン（Adamstuen）にあり、約5,200人の学生が学んでいる。

## 沿革

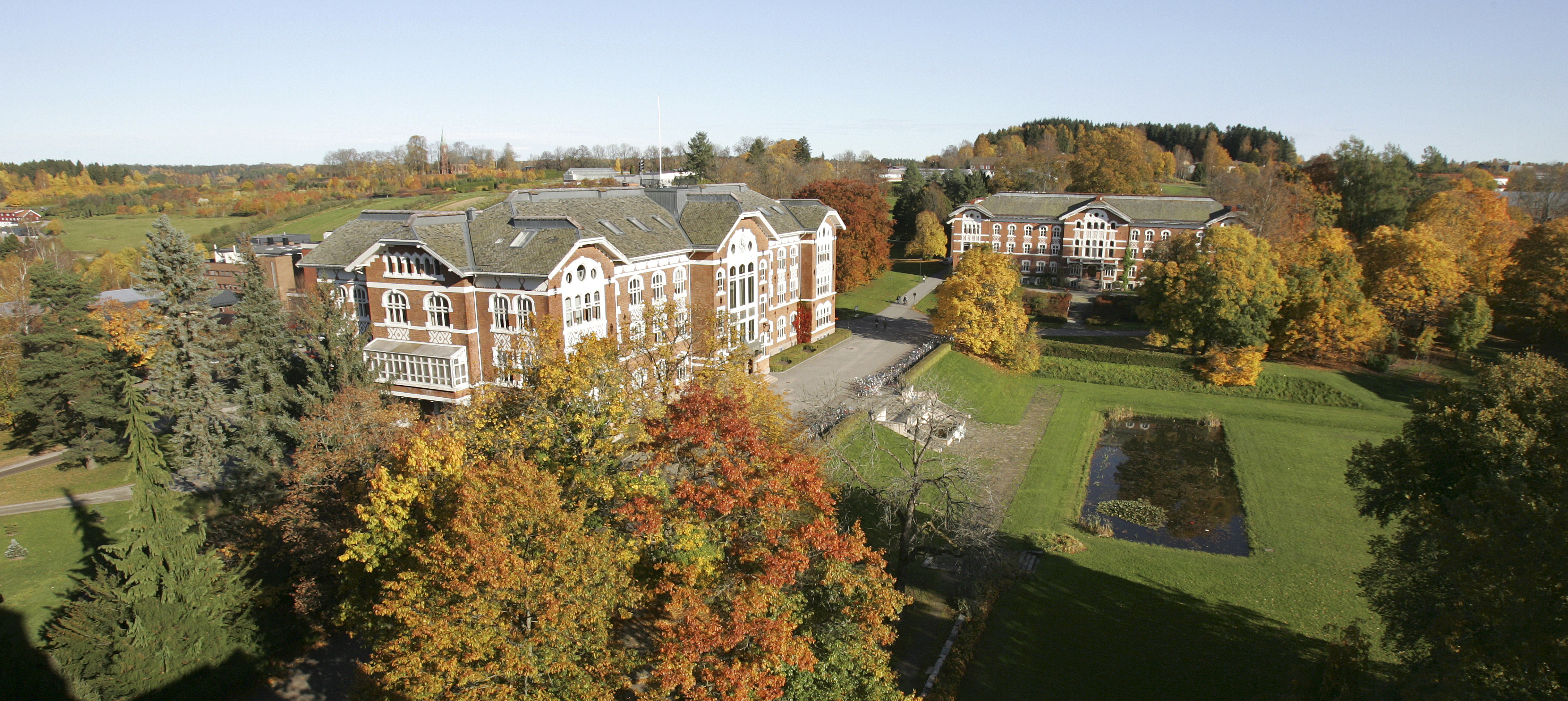
NMBU campus

1859年に高等農業大学（Den høiere Landbrugsskole）として設立された。
1897年にノルウェー農業大学（Norges Landbrugshøiskole、後にNorges Landbrukshøiskole、Norges landbrukshøyskole、Norges landbrukshøgskoleと表記、略称NLH）に改称。大学レベルのカレッジ（vitenskapelig høgskole）の地位を得た。
2005年に大学の地位を得て、ノルウェー生命科学大学（Universitetet for miljø- og biovitenskap; UMB）と改称。2014年にはオスロのノルウェー獣医学部（NVH）と合併し、英語名はそのままに、ノルウェー語でNorges miljø- og biovitenskapelige universitet（NMBU）と正式に改称された。
NMBUはノルウェーで唯一の獣医学教育を行う教育機関である。

## 組織

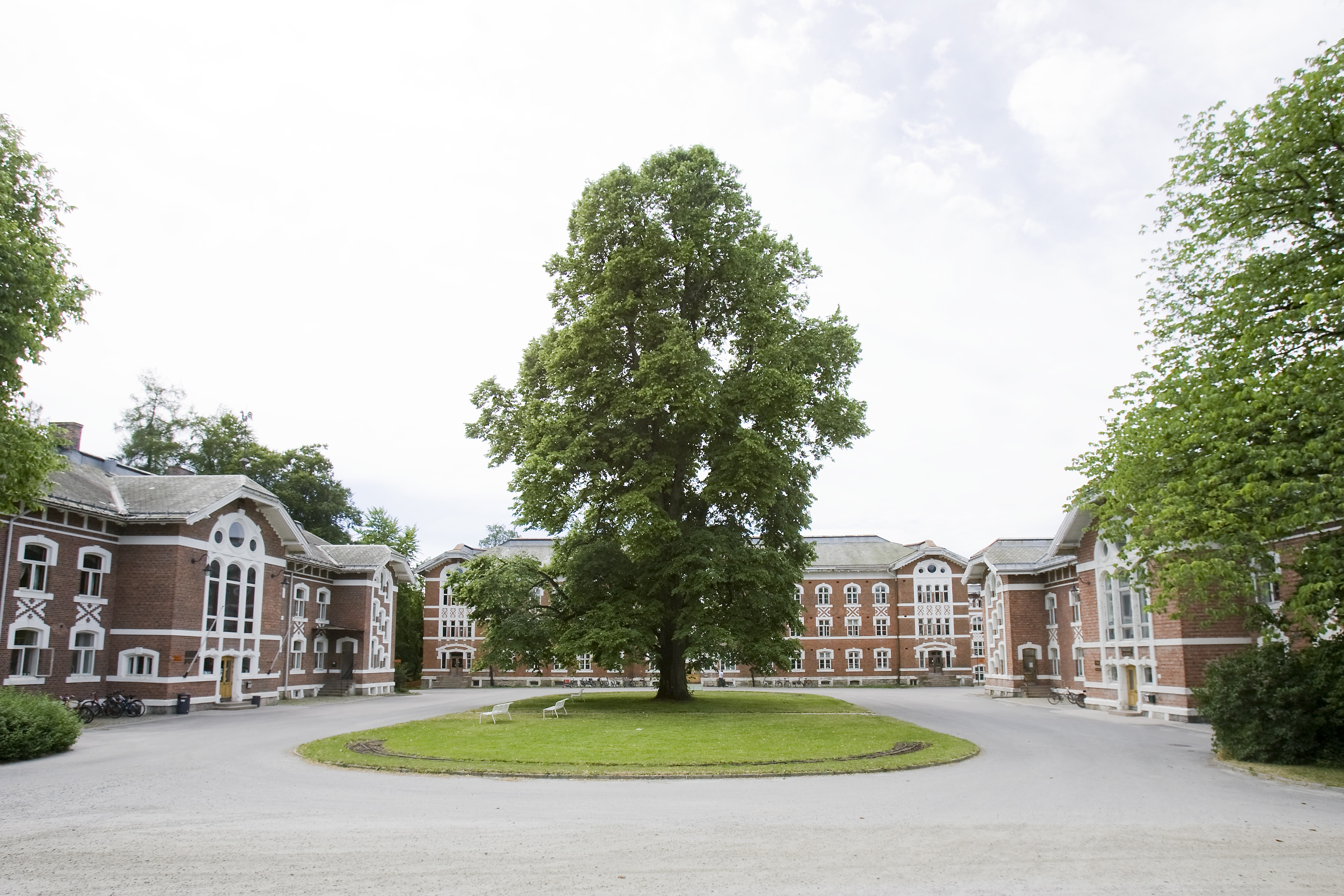
NMBU Courtyard, Ås

大学は7学部で構成されている：
- バイオサイエンス学部
- 化学、バイオテクノロジー、食品科学部
- 環境科学と自然資源管理学部
- 景観と社会学部
- 経済・経営学部
- 科学技術学部
- 獣医学部

また、8つのセンターも含まれている：
- 水産増産センター（APC）
- 動物生産実験センター（SHF）
- 気候制御植物研究センター（SKP）
- 生涯教育センター（SEVU）
- 統合遺伝学センター（Cigene）
- 景観民主主義センター（CLaD）
- ノルウェー生物エネルギー研究センター
- イメージング・センター・キャンパスÅs

### 学位プログラム
英語の学士号プログラム
- 国際環境開発研究

英語の修士号プログラム
- 農業生態学
- 動物育種と遺伝学
- 水産物生産 - 安全性と品質
- 水産養殖
- データ科学
- 開発と天然資源経済学
- 生態学
- 飼料製造技術
- 国際開発学
- 国際環境学
- 国際関係学
- 電波生態学

ノルウェー語の学士号プログラム
- 動物科学
- バイオテクノロジー

- 経営学
- 化学
- エコロジー
- 経済学
- 環境・天然資源
- 食品科学
- 森林・環境・産業
- ジオマティックス
- 景観建設・管理
- 自然科学
- 植物科学
- 再生可能エネルギー

ノルウェー語の修士課程 - 5年
- 化学とバイオテクノロジー
- 環境物理学と再生可能エネルギー
- ジオマティクス
- 産業経済学
- 造園学
- 機械工学
- 不動産および土地法
- ロボット工学
- 空間計画
- 構造工学と建築
- 都市・地域計画
- 自然科学における教師教育
- 水・環境工学

ノルウェー語の修士課程 - 2年
- 動物科学
- バイオインフォマティクスと応用統計学
- 生物学
- バイオテクノロジー
- 経営学
- 化学
- 環境・天然資源
- 食品科学
- 森林科学
- イノベーションと起業家精神
- 天然資源管理
- 数理・物理・計算科学
- 微生物学
- 自然ベースの開発とイノベーション
- パッケージング
- 植物科学
- 公衆衛生学
- 不動産開発
- 再生可能エネルギー

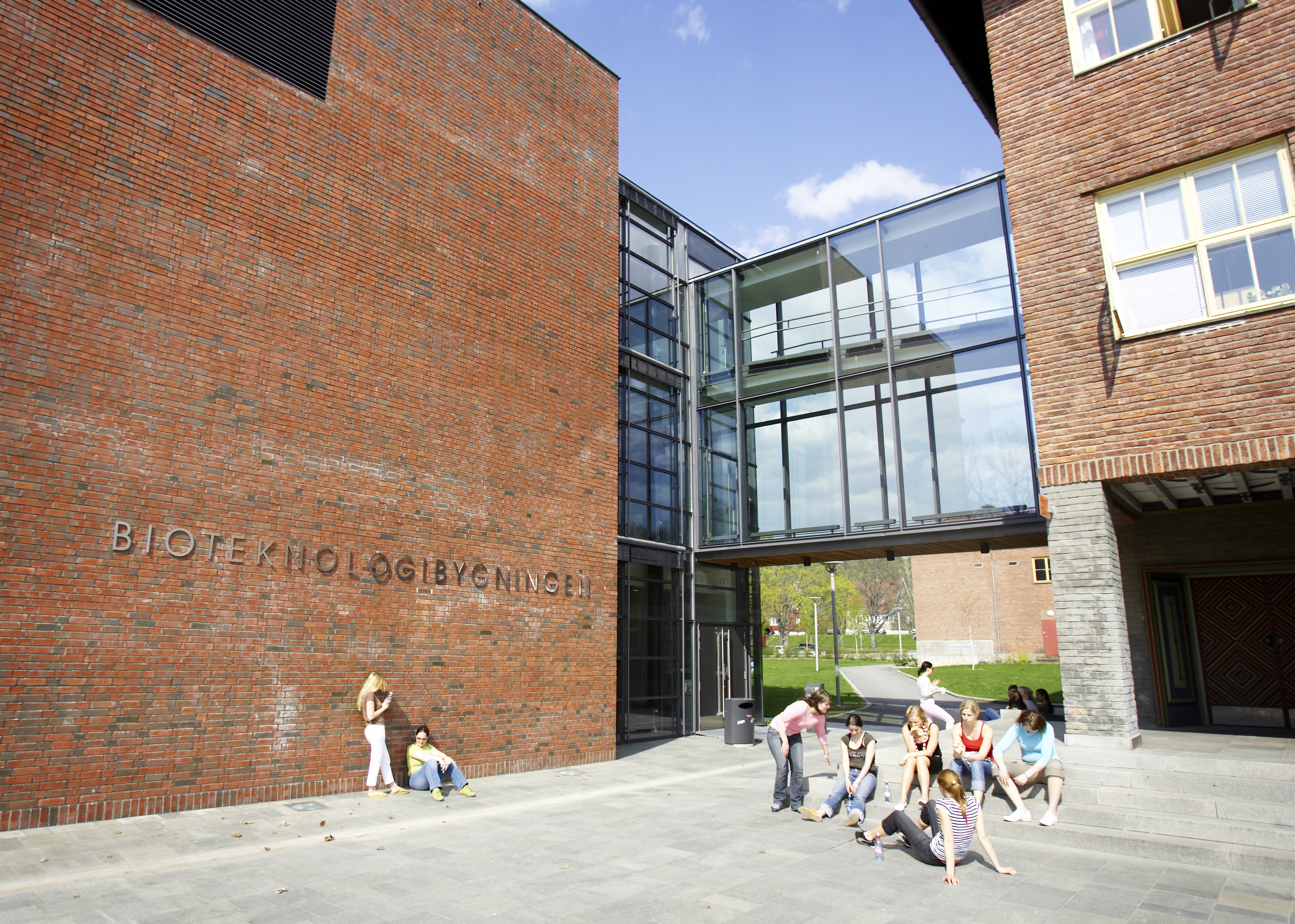
NMBU Biotechnology Building

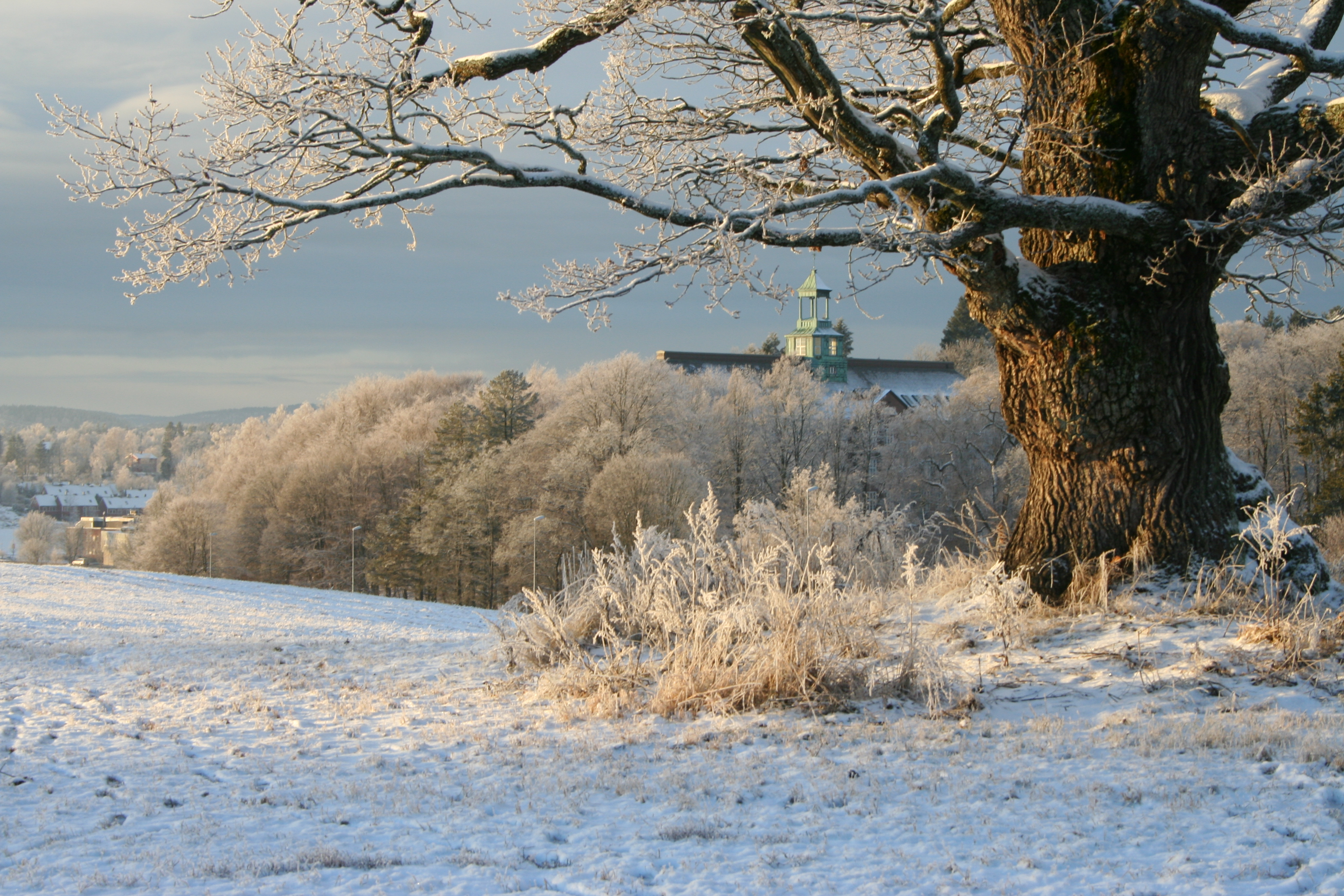
Ås in winter

博士課程 博士課程は、ノルウェーの学位制度における修士号または同等の資格からの継続に基づいている。博士課程は、コースワーク、個人研究プロジェクト（複数可）、学位論文で構成され、学位論文は正式な口頭試験で弁明される。
- 1年間の教師教育プログラム - パートタイム 1年間の教師教育プログラム-フルタイム  サイエンス

学生は授業料を支払う必要はない。ノルウェー政府がすべての高等教育に補助金を出している。

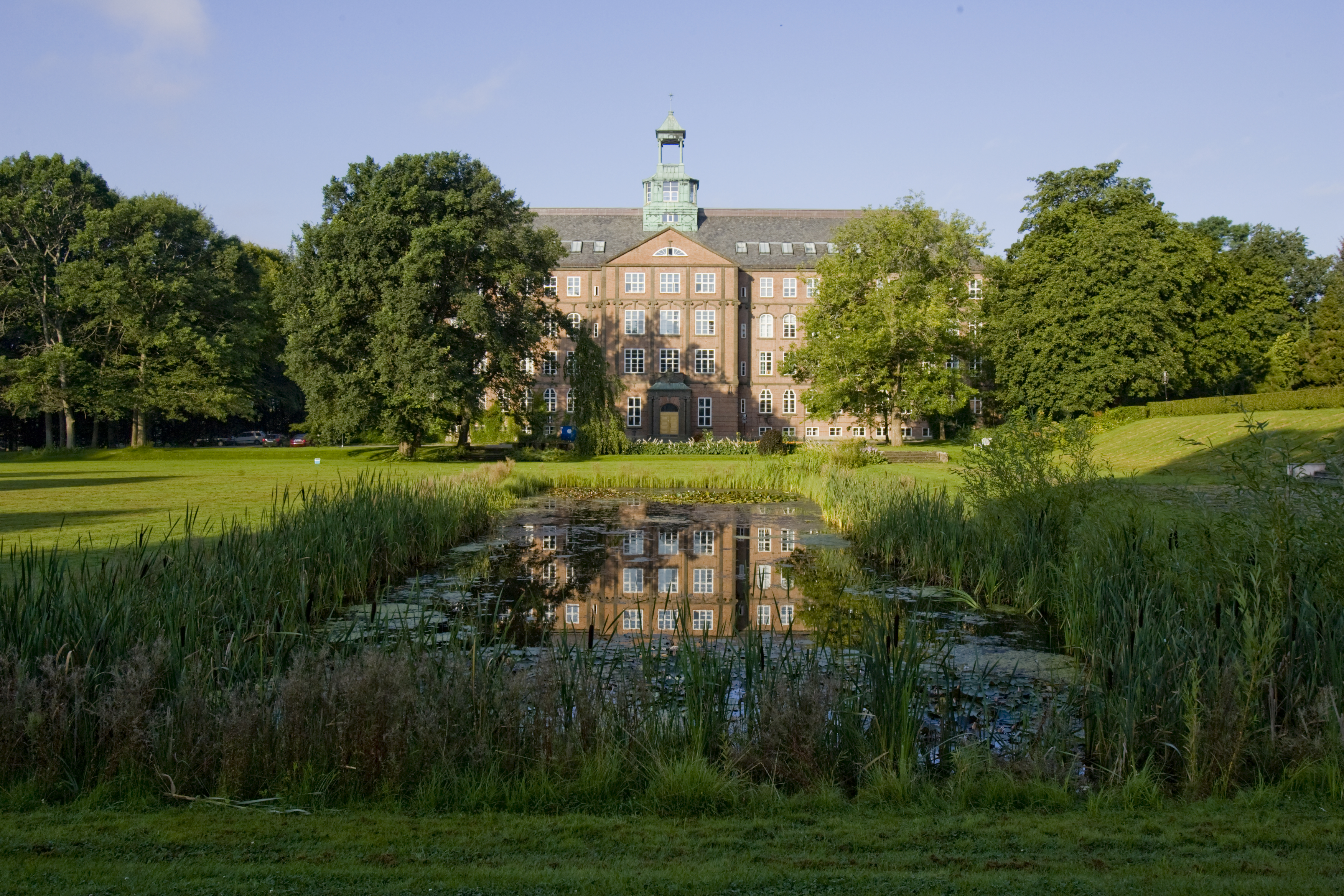
Tower Building

## 留学制度

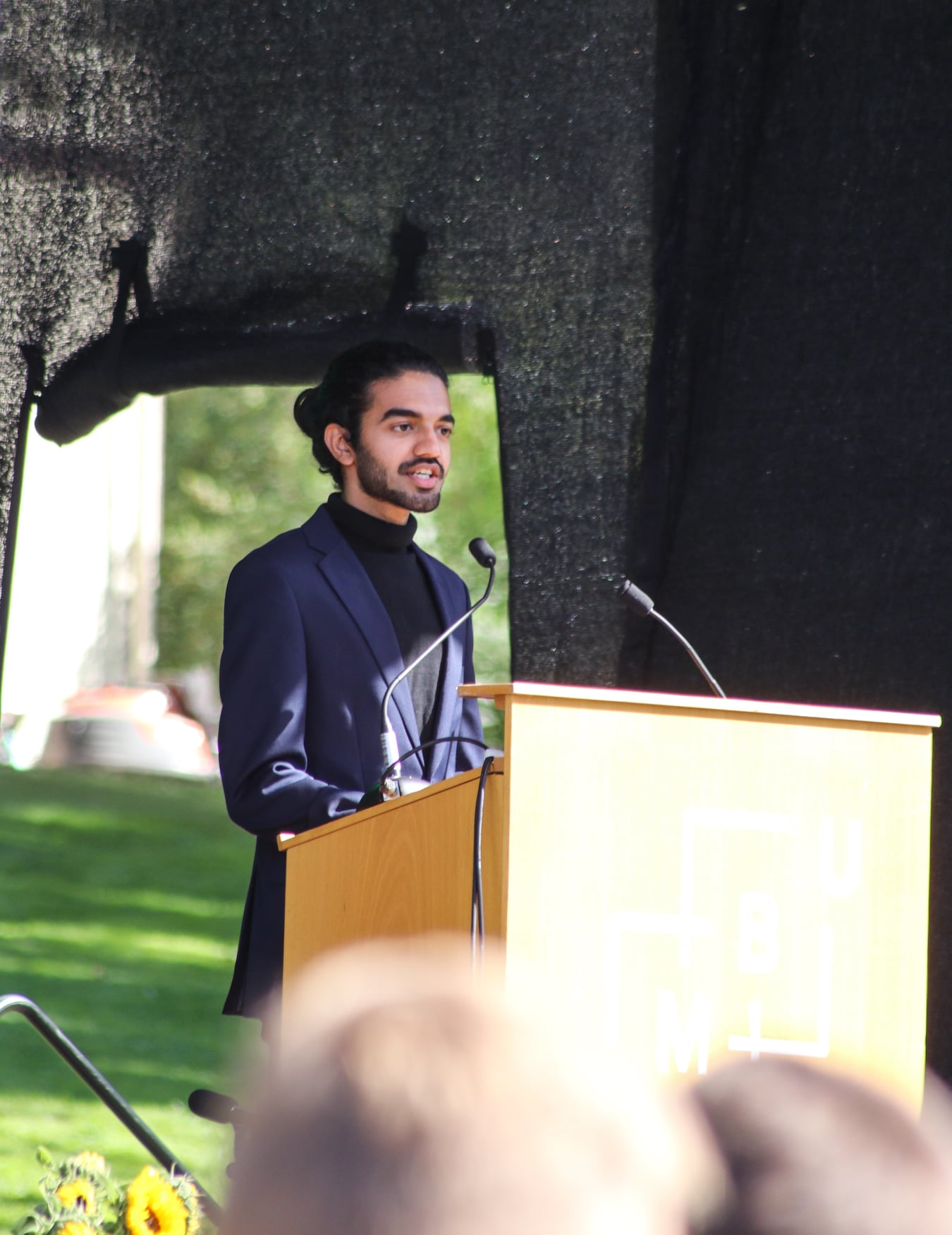
2021年度NMBUの入学式でスピーチするインドからの留学生（Immatrikulering 2021）

NMBUは、北欧6校、欧州44校、北米8校を含む世界93校以上の大学と交流協定を結んでいる。開発途上国の大学とは、主に国際環境・開発研究学科（Department of International Environmental and Development Studies/Noragric）を通じて提携している。NMBUと海外の大学との協力の目的は、強力な学術ネットワークの構築、国際交流の促進、南の大学との能力構築への貢献などである。

## 研究
NMBUの研究には基礎研究と応用研究があり、教育、研究訓練、民間部門に向けた研究の基盤を提供している。研究は主に、環境科学、獣医学、食品科学、バイオテクノロジー、水産養殖学、ビジネス開発に重点を置いている。また、学際的かつ国際的なアプローチも強い。研究とNMBUの学習プログラムとの間には強い結びつきがあり、修士課程や博士課程の学生は多くの研究活動に参加している。研究は、オースにある研究機関との共同事業でもある。大学と研究機関を合わせると、ノルウェー最大のライフサイエンス研究環境となる。NMBUはまた、他の機関との全国的な提携や、発展途上国の大学との機関間提携を通じて積極的に活動している。NMBUの健康関連の研究は、健康的な食料、きれいな水、環境、そして発展途上国における多くの関連課題と結びついている。

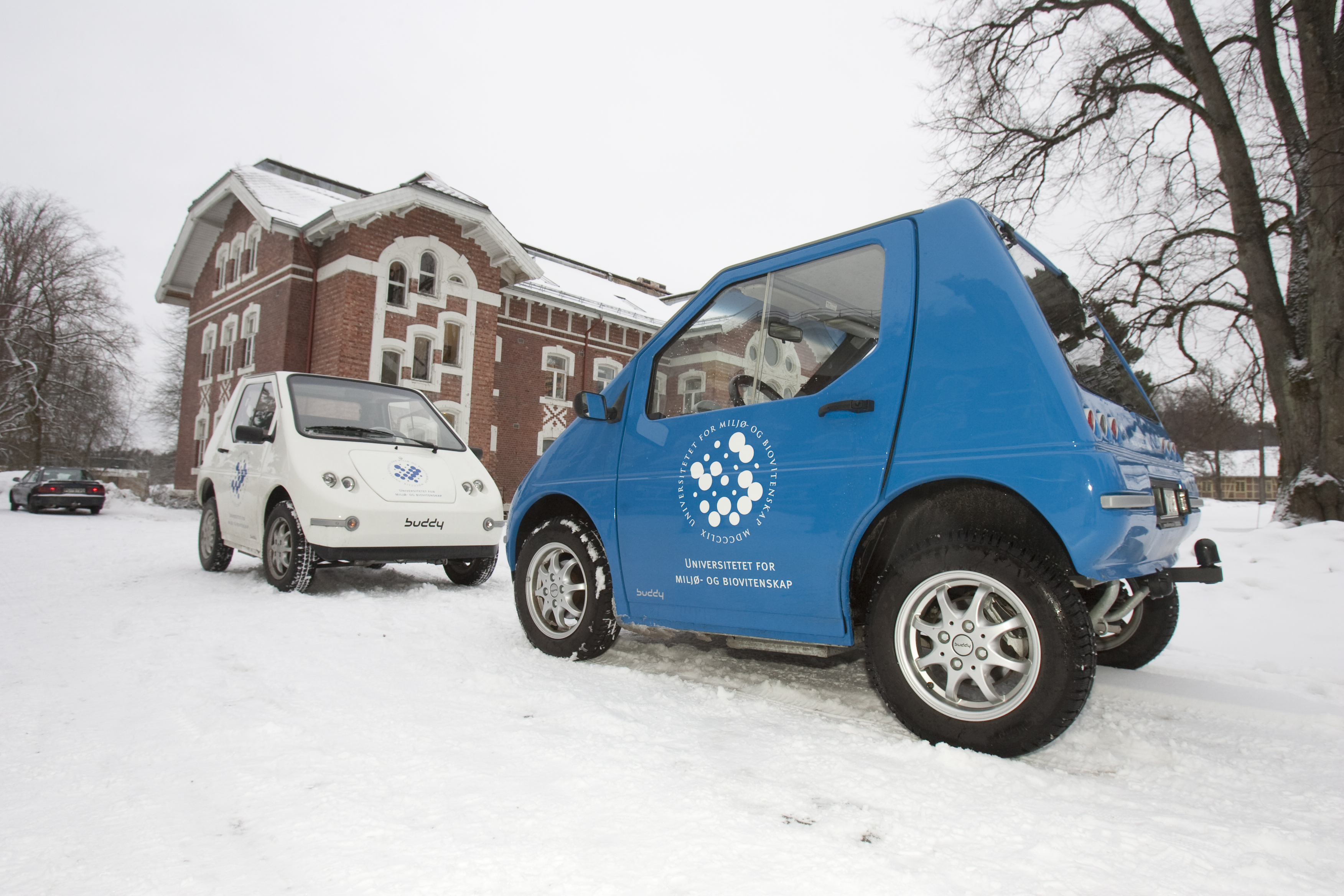
NMBU Electric Cars

## 学生生活

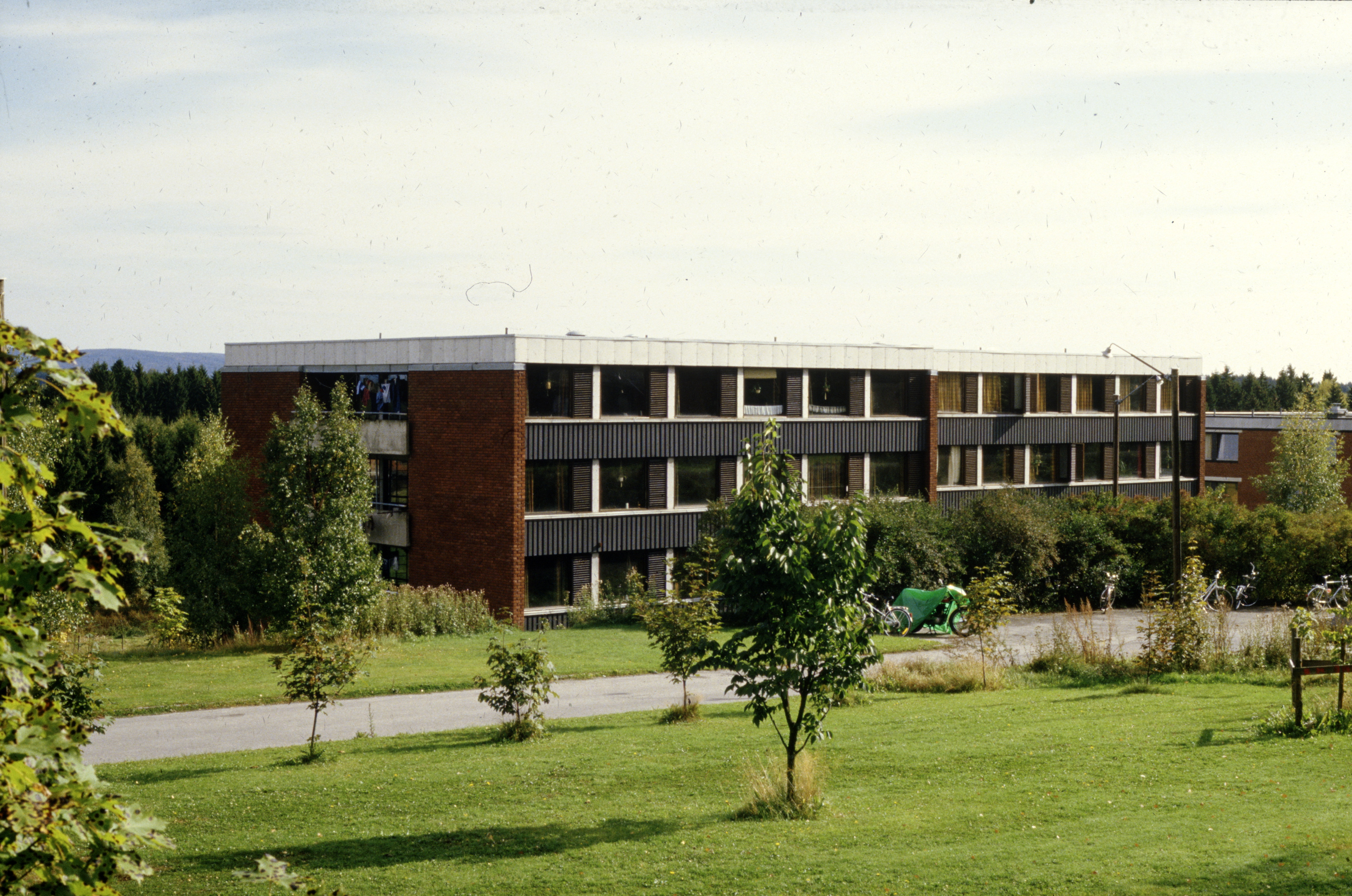
Pentagon

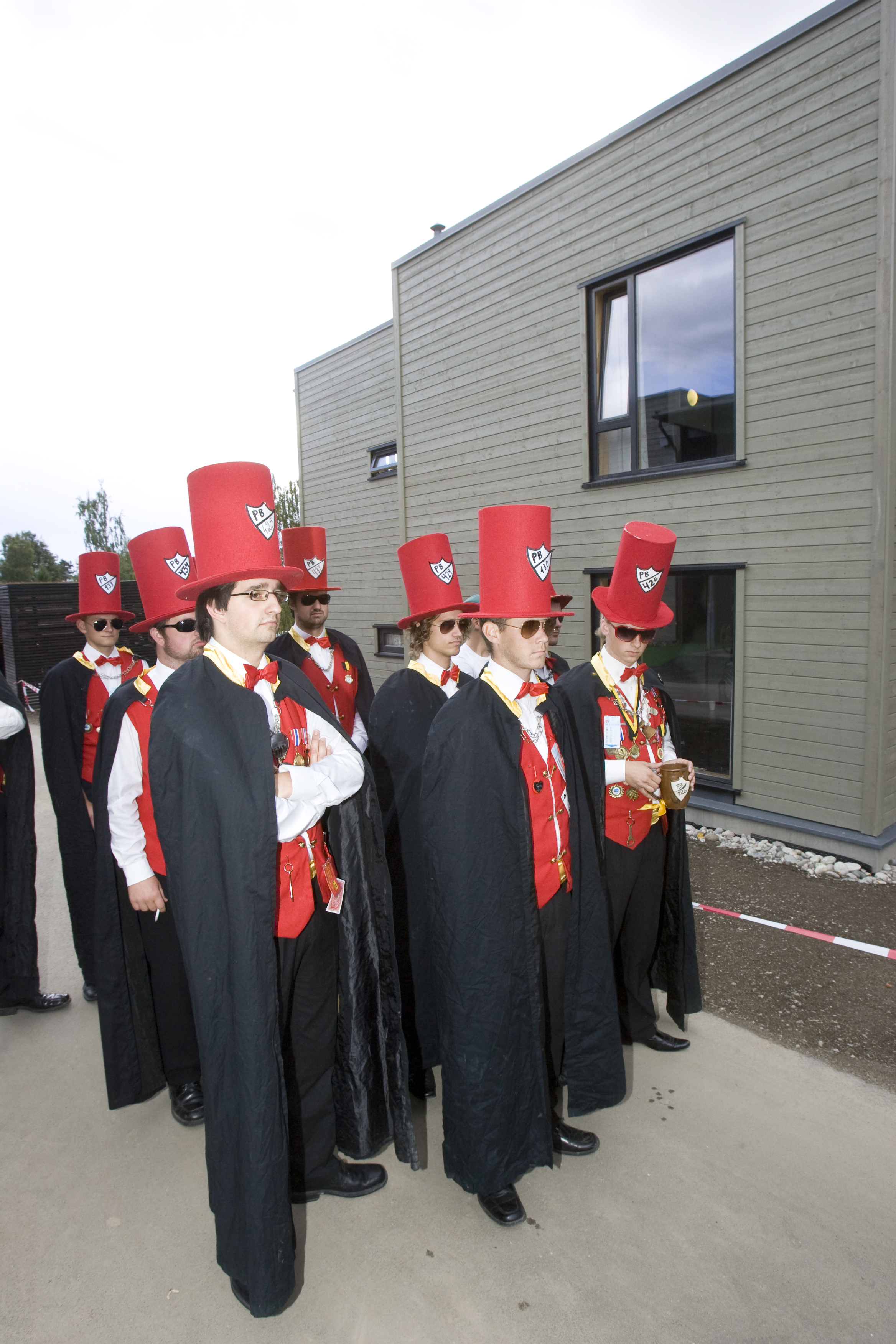
NMBU student life

### 学生寮
ペンタゴンは、NMBUキャンパスの南側にある建物群で、学生が住んでいる。その他の学生は民間の住宅に住んでいる。

### 組織
Åsの学生生活のための大学財団（SiÅs） Åsの学生生活のための大学財団は、学生組合法（96年6月28日）に基づき、1955年に設立された。SiÅsは、以下のような活動を行う：
- 学生に良質で合理的な福利厚生を提供する。
- 学生の利益を促進する。
- NMBUが魅力的な学び場、働き場となるよう貢献する。

SiÅsは学生寮、スポーツセンター、書店、プリントショップ、レストラン、カフェテリア、託児所、キオスク、会議室や多目的ルームの予約を担当している。
ÅsのStudentsamfunnet NMBUの学生コミュニティは、60～70のクラブやサークルで構成されており、単独でも合同でも、ほとんどの学生にユニークで社会的な活動を提供している。ÅsのStudentsamfunnetは、最も古く、最も強力なソサエティであり、社会活動のほとんどをまとめる建物のほとんどを所有している。
学生委員会 学生委員会（NSO Ås）は、SiÅsとの日常的な連絡や、様々な委員会、集会、委員会に所属する様々な学生代表との連絡を含め、学生の民主主義に関わる全てのことを扱っている。学生委員会は学生議会の管理責任者であるが、学生委員会を管理するのは学生議会である。学生委員会は、各学科から選出された代表と、学生委員会から選出されたメンバーで構成されている。学生民主主義の最高機関は総会（Allmøtet）である。ここでは全学生が発言権と投票権を持つ。学生委員会の代表は、毎年秋と春に開催される総会で選出される。学科総会では、学科レベルの学生代表が選出される。すべての学生は所属学科の総会で発言権と投票権を持つ。
国際学生連合 国際学生連合（ISU）は、ノルウェー全土のさまざまな大学やホグスコレンに通う留学生で構成され、学生政治や留学生の権利に特に関心のある団体である。ISUは民主的、非営利、無宗教、多文化、無党派の組織で、ノルウェーで学ぶ留学生のために奉仕し、その利益を促進することを目的としている。ISUは、政治的・学術的な問題において留学生の声を代弁し、次のような主目的を掲げている：
- すべての留学生の権利と利益が適切に代表され、保護されるようにする。
- 社会福祉の維持

ISUはまた、ノルウェー人学生と留学生との関係を促進し、地元の学生団体とのつながりを維持するための活動も行っている。ISUへの入会は無料で、ノルウェーのすべての留学生が入会できる。年に一度、9月に選挙が行われ、すべての留学生に立候補と投票の権利がある。理事会のメンバーは約2週間ごとに授業後に学生郵便局で会合を開き、チームとして留学生生活の様々な側面について話し合う。ISUは民主主義であり、各メンバーは提案、提言、助言をする権利を持っている。ISUの最高支部は全国総会で、すべてのISU支部の活動計画を実行し、予算を承認する。地方支部は自らの活動条件を決定する自治権を持っている。
Newspapers
Tuntreet
アスレチックス GG-Hallenは大学のスポーツ・ホールで、レクリエーション・スポーツ・クラブを提供している。

## 卒業生
- Eivind Dale (1979)

## 参照
- Biology
- Glossary of biology